# Xã Hassan, Quận Hennepin, Minnesota
Xã Hassan (tiếng Anh: Hassan Township) là một xã thuộc quận Hennepin, tiểu bang Minnesota, Hoa Kỳ. Năm 2010, dân số của xã này là 2.600 người.